# 政権
政権（せいけん）とは、国の政治機構を動かす政治権力のことである。議院内閣制のもとでは、選挙を通じて議会で多数を得た政党が政権を担当する。
なお、同じ漢字圏の中国語で「政権（中: 政权）」と書いた場合、「レジーム（Régime・Regime）」の中国語訳であり、日本語における「政権」と意味が異なることに注意、また、現在日本の政権は自由民主党と公明党による自公連立政権である。

## 概要
政権は政治を実行する能力であるが、多くの場合は行政権を中心とする権力を指す。ただし、単に行政権のみにとどまらず、立法権も含めた権力を指す場合が多い。
政権（厳密には行政権）を担当する政党を与党という。「政権与党」という言葉も聞かれる。議院内閣制の場合、一般的には議会で多数をしめる政党が政権を担当し与党となる。大統領制の場合には、議会の少数党であっても大統領が所属する政党が行政権を担当するため、与党である。議院内閣制の国では、立法権を持つ政党が行政権も担当している。
なお、政権を担当していない政党は野党とよばれ、政権を監視し権力の濫用を抑えることが期待されている。野党が存在しない、もしくは極端に小規模な野党しか存在しない場合は政権が拡大し、独裁政権が誕生しやすい。
政権という言葉は、政府とほぼ同義で使われる場合もある。

## 政権保持者
民主主義国家においては、政治上の権力は国民に属するが、一般的には国民が政権を保持しているとは言わない。多くの場合は国家元首もしくは首相を中心として、閣僚や与党が政権を保持すると認識される。国家元首や首相を輩出する政党に変更があった場合、「政権交代」とよばれ、政治上の重要な出来事として扱われる。二大政党制や多党制ではしばしば政権交代が行われる。
戦後の日本はおおむね自由民主党による一党優位政党制の国家であり、1955年から1993年まで政権交代は行われなかった。

## 日本
現在2024年10月7日において日本の政権は自由民主党・公明党による連立政権であり、現在の内閣は第2次石破内閣(石破政権)。
また自由民主党は戦後結党してから1993年まで政権交代がなかった。自由民主党が政権を失ったのは1993年の細川政権、1994年の羽田政権、そして2009年鳩山政権、2010年菅直人政権、2011年の野田政権である。

## 政権担当能力
議会制民主主義の下では、国民が各政党の掲げる政策をもとに選挙によって政権を選択するので、広義には、政権獲得時に選挙で掲げた政策を実行する能力のことを意味する。狭義には、国民生活に支障を及ぼすことなく、無政府状態にならない程度に最低限の治安維持、国防を遂行する能力のことであるといえる。
日本で政権交代がほとんどなされない理由として、与党側からは野党が政権担当能力を有しないことが原因と指摘されることが多いが、近年は野党内にもかつて政権中枢に参与していた顔ぶれも存在している為、一概に政権担当能力の有無のみを以って政権交代が行われない理由を論ずることは難しくなっている。